# Hrvatski vaterpolski kup 2010./11.
Ovo je 19. izdanje Hrvatskog vaterpolskog kupa. Naslov brani dubrovački Jug.

## Kvalifikacije

### Skupina Zagreb
- Mladost
- Primorje
- Medveščak
- POŠK 1937

#### Prvo kolo
- Mladost - POŠK 1937 15:9
- Primorje - Medveščak 13:9

#### Drugo kolo
- Mladost - Primorje 10:7
- Medveščak - POŠK 1937 9:7

#### Treće kolo
- Primorje - POŠK 1937 20:12
- Mladost - Medveščak 8:10

### Skupina Dubrovnik
- Jug
- Jadran ST
- Mornar
- Šibenik

#### Prvo kolo
- Mornar - Šibenik 11:8
- Jug - Jadran ST 14:3

#### Drugo kolo
- Šibenik - Jadran ST 12:15
- Jug - Mornar 12:6

#### Treće kolo
- Jadran ST - Mornar 9:8
- Jug - Šibenik 15:9

## Završni turnir (Zadar)

### Poluzavršnica
- Mladost - Jug 11:9
- Primorje - Jadran ST 14:6

### Završnica
- Mladost - Primorje 10:8

Mladost je sedmi put osvojila Kup.